# Bohutice
Bohutice település Csehországban, a Znojmói járásban. Bohutice Olbramovice, Miroslavské Knínice, Našiměřice és Lesonice településekkel határos. Lakosainak száma 679 fő (2024. január 1.).

## Népesség
A település lakosságának változását az alábbi diagram mutatja:
| Lakosok száma | 539  | 707  | 778  | 669  | 701  | 617  | 607  | 630  | 661  | 679  |
|               | 1869 | 1890 | 1921 | 1950 | 1980 | 2001 | 2017 | 2019 | 2022 | 2024 |